# Maria Dompè

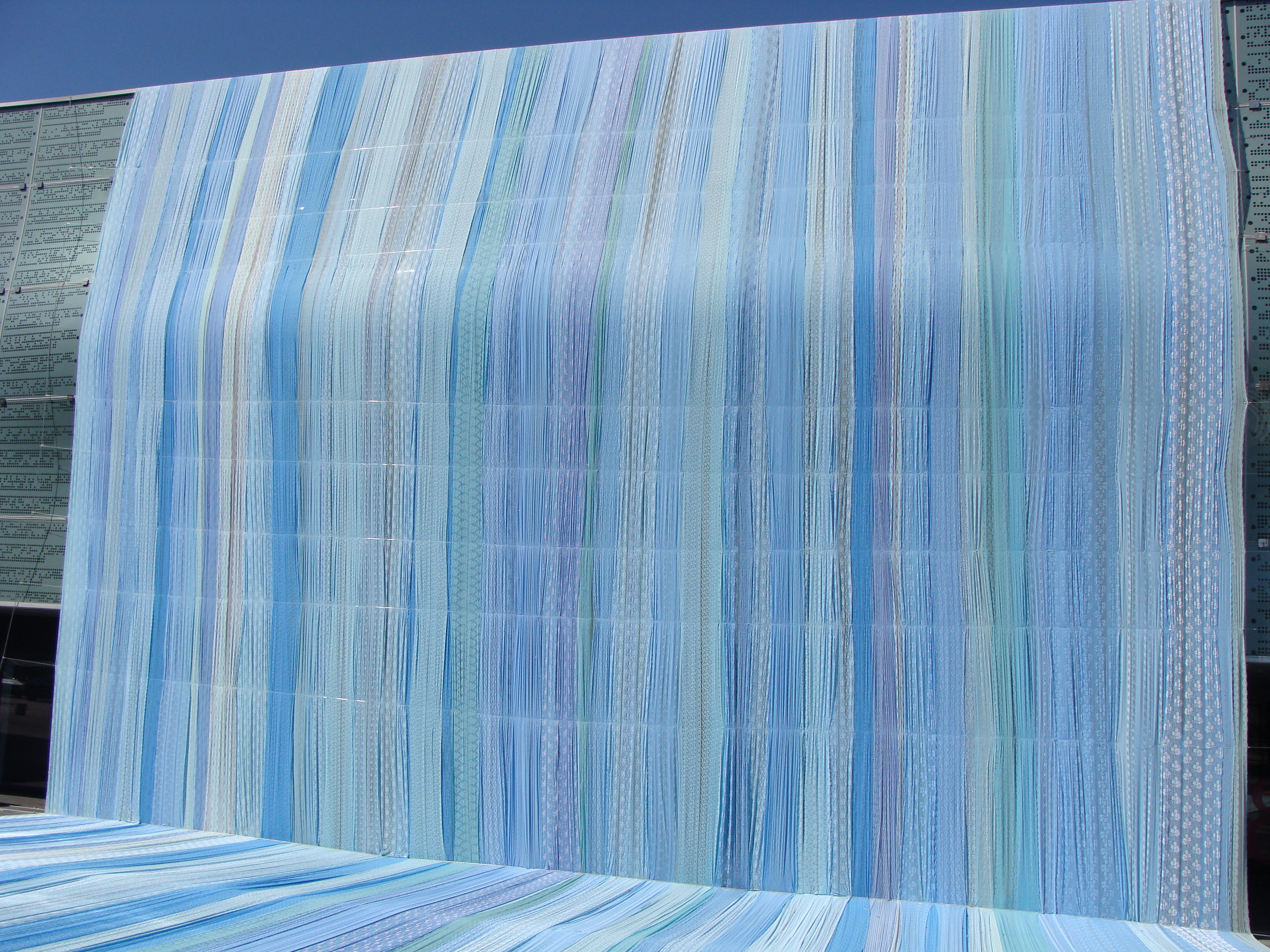
Un'opera di Maria Dompè nella Cité internationale de la Dentelle et de la Mode de Calais

Maria Dompè (Fermo, 4 marzo 1959) è una scultrice italiana.

## Biografia
Dopo aver frequentato il liceo artistico, nel 1982 Maria Dompè si diplomò in scultura presso l'Accademia delle Belle Arti di Roma. Dopo aver partecipato e vinto a concorsi nazionali all'inizio degli anni Ottanta, nel 1985 Filiberto Menna la invitò a partecipare alla mostra collettiva Esprit de Géometrie da lui curata. Nel 1989 Dompè allestì a Roma la sua prima mostra personale e presentò nell'ambito della collettiva Visioni di Hymnen a Torino un'opera fatta di lastre di travertino appese a un telaio di ferro. Nel 1990 realizzò la sua prima installazione permanente presso il Museo Waldhof Bielefeld. Nel 1991 partecipò alla mostra Arte in Scena di Todi con Summa Cavea e, con l'occasione di un viaggio in Giappone, realizzò un'opera suggestiva in lastre di granito e fusti di bambù, Umi-no-kanata-he. Presentò a Roma l'installazione Don't forget Mururoa (nel 1997) e Alle donne di Nakiri (due anni dopo), ancora ispirato al viaggio nel Sol Levante, negli spazi dell'Istituto Giapponese di Cultura.
Nel 2005 la Sovraintendenza di Roma le commissionò il Monumento in memoria di Alcide De Gasperi, realizzato come una ricostruzione di una vallata del Trentino, terra natale dello statista, contornata da un'incisione di una sua citazione significativa del suo europeismo.

## Arte
La ricerca artistica di Dompè si concentra soprattutto sull'uso della pietra, o sola o accostata materialmente corde, stoffe o bambù, simbolicamente ad elementi della cultura locale.

Molte sue opere si connotano come arte ambientale e consistono nella reinvenzione del contesto in cui sono realizzate, se non addirittura in operazioni di riqualificazione urbana. Oltre un certo numero di lavori realizzati nel XXI secolo e improntati al risveglio della coscienza ecologica e del rispetto dell'ambiente, l'impegno civile ha caratterizzato molta produzione dell'artista, che ha commemorato negli anni, tra gli altri, l'Olocausto ebraico e le vittime dell'antisemitismo, la caduta del muro di Berlino, i martiri delle guerre religiose, l'attentato alle Torri Gemelle, papa Giovanni Paolo II in occasione della sua beatificazione, i giudici Falcone e Borsellino, il popolo del Tibet e il premio Nobel per la letteratura Gao Xingjian.

## Premi e riconoscimenti (parziali)
- Concorso Accademie d’Italia (1981)
- Concorso Nazionale dell’Accademia di Belle Arti di Frosinone (1982)
- Premio Bernini (1984)
- “Concorso Nazionale di Edificazione di un’Opera Monumentale” presso la Nuova Casa Circondariale di Viterbo per Insula (1995-96)[1]
- Borsa di studio The Pollock Krasner Foundation inc. N.Y.C., U.S.A. (1996)
- Concorso nazionale della Sovraintendenza Capitolina per la realizzazione del monumento in memoria di Alcide De Gasperi Roma (2005)
- Concorso “I sentieri dell’arte: Arte e Natura” Ente Parco nazionale dell’arcipelago di La Maddelena” Isola La Maddalena (2015)

## Opere (parziali)
- Hymnen (1989)[1][2]
- Summa Cavea (1991)[2]
- Umi-no-kanata-he (1991)[2]
- Camminando lungo il Kibune River (1992)[1]
- Aberrazione (1993)[1]
- Falcone-Borsellino (“V Biennale d’Arte Sacra”, Teramo; 1993)[1]
- C’era una volta l’Accademia dei Georgofili, (1993, “XXIII Premio Suzzara”)[1]
- Fermateli![1]
- Non Immolate Il bambino (1996)[1]
- Meditazione (1997)[1]
- Don't forget Mururoa (1997)[2]
- Io sono quell’altro che ha attraversato un paese su una passerella che collega due sogni (1998)[1]
- Disegni progettuali. Intervento nello spazio: Leyla Zana (1998)[1]
- Alle donne di Nakiri (1999)[2]
- Ani-la (2000)[1]
- Daily Spiritual Life: Roma (2000)[1]
- Daily Spiritual Life: Milano (2000)[1]
- Gaia a walk for life – charter for environmental planetary urgencies (2003)[1]
- Water Emergency in Valle Sella (2004)[1]
- 2 giugno 2004: Campo Fossoli (2004)[1]
- Monumento in memoria di Alcide De Gasperi (2005)[3][1]
- Un’Offerta ai Monaci Birmani[1]
- Remember-hope – 9/11 (2008)[1]
- La mer-la dentelle, la dentelle-la mer (2009)[1]
- Japan Courage (2011; Biennale di Venezia)[1]
- Connecting Worlds for the Galapagos (2011)[1]
- Sol omnibus lucet (2015-2016)[1]
- Altum Silentium (2017)[1]
- Sursum corda! (In alto i cuori!)[1]

## Mostre (parziali)
- Isola di Roma (1992 e 1993)
- Galleria Alberto Peola di Torino (1995)
- Don’t forget Mururoa (1997, Roma)
- Alle donne di Nakiri (1999, Istituto Giapponese di Cultura di Roma)
- Contemporary Sculpture Center di Tokyo
- Milano (2000)
- Omaggio a Ella Maillart (2007, Roma)[1]
- Partecipazione alla 54° Biennale di Venezia[4][5]